# Not Me
Not Me es el segundo álbum de estudio del cantante estadounidense Glenn Medeiros. Fue lanzado por MCA Records en septiembre de 1988.
Se lanzaron dos sencillos para promocionar el álbum, el primero, "Long and Lasting Love", alcanzó el número 68 en el Billboard Hot 100 antes del lanzamiento del álbum y también entró en las listas de varios países europeos. El segundo sencillo, "Never Get Enough of You", llegó a principios de 1989.

## Posicionamiento en listas
| Lista (1988)                         | Máxima posición |
| ------------------------------------ | --------------- |
| Australia (Australian Albums) (ARIA) | 124             |
| Países Bajos (Album Top 100)         | 26              |
| Reino Unido (UK Album Chart)         | 63              |

## Lista de canciones
| N.º   | Título                                            | Escritor(es)                                      | Duración |  |
| 1.    | «Fallin'»                                         | Michael Bolton, Bobby Caldwell                    | 3:45     |  |
| 2.    | «Never Get Enough of You»                         | Andre Pessis, Kevin Wells                         | 4:31     |  |
| 3.    | «I Don't Want To Lose Your Love»                  | Nick Jamieson, Kim O'Leary                        | 4:29     |  |
| 4.    | «No Way Out of Love»                              | Peter Bunetta, J. Ericksen, C. Seeger             | 4:23     |  |
| 5.    | «You're My Woman, You're My Lady»                 | Jeff Tyzik                                        |          |  |
| 6.    | «Love Always Finds a Reason»                      | Robbie Buchanan, Diane Warren                     | 4:37     |  |
| 7.    | «Someday Love»                                    | Terry Cox, Nick DiStefano                         | 4:38     |  |
| 8.    | «Long and Lasting Love»                           | Gerry Goffin, Michael Masser                      | 3:41     |  |
| 9.    | «Heart-Don't Change My Mind»                      | Robbie Buchanan, Diane Warren                     | 4:47     |  |
| 10.   | «I Don't Wanna Say Goodnight»                     | Tom Keane, Eric Pressly                           | 4:51     |  |
| 11.   | «Not Me»                                          | Paul Anka, D. Rivers                              | 4:00     |  |
| 12.   | «Un Roman d'amitié (Friend You Give Me a Reason)» | Didier Barbelivien, Robbie Buchanan, Diane Warren | 4:30     |  |
| 52:01 |                                                   |                                                   |          |  |

Nota
- La pista 12 en algunas versiones internacionales del álbum se reemplaza con "Nothing's Gonna Change My Love for You ('88 Style)".[7]

## Producción
- Productor ejecutivo - Leonard Silver
- Coordinación de producción - Angela Bland
- Ingeniería - Miles Christensen, Humberto Gatica, Daren Klein, Rhett Lawrence, Laura Livingston, Frank Wolf
- Ingenieros asistentes - Bryan Arnett, Mauricio Guerrero, Rhett Lawrence, Laura Livingston, Marnie Riley, Steve Satkowski
- Mezcla - Humberto Gatica, Mick Guzauski, Bill Schnee, Russ Terrana, Jeff Tyzik, Gary Wagner
- Asistentes de mezcla - Mauricio Guerrero, Wade Jaynes, Laura Livingston, Barton Stevens
- Masterización - Stephen Marcussen